# Las Cruces (Los Santos)
Las Cruces è un comune (corregimiento) della Repubblica di Panama situato nel distretto di Los Santos, provincia di Los Santos. Si estende su una superficie di 44,5 km² e conta una popolazione di 1.201 abitanti (censimento 2010).